# Шпунт, Андрей Аркадьевич
Андрей Аркадьевич Шпунт (1969 г.р. Минск) — белорусский историк, архивист. Кандидат исторических наук (2008). Сын известного белорусского реставратора Аркадия Шпунта.

## Биография
Окончил БГУ в 1997 году. В 1989—1994 годах — сотрудник отдела древнебелорусского искусства Национального художественного музея Беларуси . В 1996—1998 годах — сотрудник Национального исторического архива Беларуси (генеалогические исследования), в 1998—2000 годах — ведущий специалист Государственного архива ( геральдика и генеалогия ) .
В 2008 году защитил кандидатскую диссертацию на тему «Периодизация и классификация городской геральдики Беларуси». Научный сотрудник НИИ Вооруженных Сил Республики Беларусь.

## Научная деятельность
Автор ряда научных и популярных публикаций по отечественной военной истории и геральдике .
Автор утвержденных проектов гербов Молодечно, Заславля, Крупака, Марьиной Горки, Октябрьского (Рудобелки), Белоозерска, Ивенца и других.

## Труды

### В составе авторского коллектива
- Рыбчонак С. А. Малы гербоўнік Наваградзскай шляхты / Склад. С.А.Рыбчонак;Маст. А.Леўчык;Дзярж.кам.па архівах і справаводству Рэсп. Беларусь. Мінск : Беларускі навукова-даследчый інстітут документазнаўства і архіўнай справы, 1997
- От штаба округа к Генеральному штабу Вооруженных Сил Республики Беларусь (1918—2006 гг.) / С. Л. Шматок [и др.]; под общ. ред. С. П. Гурулева ; М-во обороны Респ. Беларусь. Минск : БЕЛТА, 2006. 255 с.
- На земле Беларуси. Канун и начало войны : боевые действия советских войск в начальном периоде Великой Отечественной войны / [В. В. Абатуров и др.] ; Министерство обороны Республики Беларусь, Военно-научное управление Вооруженных Сил Республики Беларусь, Министерство обороны Российской Федерации, Институт военной истории Министерства обороны Российской Федерации. — Москва : Кучково поле, 2006. — 573, [1] с.

### Редактор
- Беларусь у войнах Расійскай імперыі : асобы і падзеі / Віталь Чырвінскі ; [пад рэдакцыяй А. Шпунта]
- Палкаводцы і военачальнікі зямлі беларускай [Выяўленчы матэрыял] : камплект плакатаў / аўтар ідэі і тэксту: В. С. Чырвінскі ; рэдактар: У. Я. Калаткоў ; афармленне і дызайн: А. А. Шпунт

## Отзывы
В работе Шаланда, Аляксей Іванавіч. «Перыядызацыя гісторыі геральдыкі Беларусі.» Крыніцазнаўства і спецыяльныя гістарычныя дысцыпліны Выпуск 7. — 2012. — 207 с. C.150-156 «Автор, опираясь на предыдущие попытки периодизации белорусской городской и шляхетской геральдики (А. Титов, Г. Пикарда, А. Шпунт), выделяет восемь этапов в развитии геральдики Беларуси».
Из статьи:
«У беларускай геральдычнай літаратуры ўжо рабіліся спробы перыядызацыі гісторыі як усёй геральдыкі Беларусі, так і асобных яе элементаў, напрыклад гарадской і шляхецкай. У сувязі з гэтым трэба ўзгадаць працы А. Цітова, Г. Пікарды і А. Шпунта»
Перевод:
В белорусской геральдической литературе уже делались попытки периодизации истории как всей геральдики Беларуси, так и отдельных её элементов, таких как городская и дворянская геральдика. В этой связи следует упомянуть работы А. Титова, Г. Пикарди и А. Шпунта.